# Tolimán (kommun i Mexiko, Jalisco, lat 19,57, long -103,91)
Tolimán är en kommun i Mexiko.   Den ligger i delstaten Jalisco, i den södra delen av landet, 500 km väster om huvudstaden Mexico City. Antalet invånare är 8 756. Arean är 460 kvadratkilometer.
Terrängen i Tolimán är kuperad åt nordost, men åt sydväst är den bergig.
Följande samhällen finns i Tolimán:
- Tolimán
- San Pedro Toxín
- El Paso Real
- Las Canoas
- Huisichi
- La Parota
- Puerta del Petacal
- Cuauhtémoc
- Pueblo Viejo
- Nuevo Zopoma
- La Laguna